# Медаль Мар'яна Смолуховського
Медаль імені Мар'яна Смолуховського (пол. Medal Mariana Smoluchowskiego) — найвища нагорода, що присуджується Польським фізичним товариством (ПФТ) за досягнення у фізиці, зокрема астрофізиці та астрономії, починаючи з 1965 року та в різні проміжки часу. Більшість переможців були поляками, хоча відзначалися й іноземці.

## Характеристика

### Правила та традиції нагородження
Ця медаль є найвищою відзнакою Польського фізичного товариства, заснована на честь Мар'яна Смолуховського. Вона присуджується людям, які зробили видатний внесок у розвиток принаймі однієї з галузей фізики, та за заслуги у розвитку фізики в Польщі, незалежно від ступеня, вченого звання, місця роботи та громадянства нагородженого. Її можна присудити за опубліковану роботу або за науковий доробок в цілому.
Медаль вручається Комітетом з нагород та відзнак ПФТ не частіше одного разу на рік. Станом на 2023 рік премія не вручалася протягом дванадцяти різних років, а премії за 2003 та 2004 роки були об'єднані. До 2021 року було два випадки, коли нагороду отримували більше однієї особи за один рік (1969 та 1970), не враховуючи вищезгадану комбінацію 2003 та 2004 років. До 2023 року загалом було 46 медалістів усіх років.

## Медаль та інші нагороди
Серед лауреатів медалі також були лауреати Нобелівської премії; До 2021 року було три таких випадки: 
- 1973: Субраманьян Чандрасекар (Нобелівська премія 1983),
- 1980: Бенджамін Моттельсон (Нобелівська премія 1975 року),
- 1984: Віталій Гінзбург (Нобелівська премія 2003 року).

Серед інших видатних лауреатів, пов'язаних із зарубіжними країнами, – Георгій Фльоров (1974), Віктор Вайскопф (1977) та Арнольд Вульфендаль (1992).
Володарі медалі також отримали порівняно престижну нагороду Фонду польської науки (ФПН), яку іноді називають «Польською шляхетною»; 
До 2023 року було вісім таких випадків: 
- 1986: Анджей Траутман[pl] (ФПН 2017),
- 2000: Богдан Пачинський (ФПН 1996),
- 2001: Олександр Волщан (ФПН 1992),
- 2008: Юзеф Барнась (ФПН 2009),
- 2010: Томаш Дітль (ФПН 2006),
- 2019: Юзеф Спалек[pl] (ФПН 2016),
- 2021: Іво Бялиніцький-Біруля[pl] (ФПН 2014),

## Лауреати
Список науковців, нагороджених медаллю Мар'яна Смолуховського:
- Ришард Городецький (2023)
- Іво Бялиніцький-Біруля[pl] (2021)
- not awarded (2020)
- Юзеф Спалек[pl] (2019)
- not awarded (2018)
- Єжи Лукерський[pl] (2017)
- Генрик Шимчак[pl] (2015)
- not awarded (2014)
- Ян Місевич[pl] (2013)
- Douglas Cline (2012)
- Krzysztof Pomorski (2011)
- Tomasz Dietl (2010)
- Войцех Г. Зурек[en] (2009)
- Józef Barnaś (2008)
- Robert Gałązka (2007)
- not awarded (2006)
- Ян Жилич[pl] (2005)
- Andrzej Białas (2004)
- Stefan Pokorski (2003)
- David Shugar (2002)
- Олександр Вольщан (2001)
- Богдан Пачинський (2000)
- Анджей Каєтан Врублевський (1999)
- Kacper Zalewski (1998)
- Włodzimierz Zawadzki (1997)
- not awarded (1996)
- not awarded (1995)
- Ryszard Sosnowski (1994)
- Stanisław Kielich (1993)
- Арнольд Вульфендаль[en] (1992)
- Jacek Prentki (1991)
- Władysław Świątecki (1990)
- Здіслав Шиманський (1989)
- Andrzej Hrynkiewicz (1988)
- Войцех Круліковський (1987)
- Andrzej Trautman (1986)
- Joseph Henry Eberly (1985)
- Віталій Гінзбург (1984); 2003 Нобелівська премія з фізики
- Jan Rzewuski (1983)
- Władysław Opęchowski (1982)
- Adriano Gozzini (1981)
- Бен Рой Моттельсон (1980); 1975 Нобелівська премія з фізики
- Włodzimierz Trzebiatowski (1979)
- not awarded (1978)
- Віктор Фредерік Вайскопф (1977)
- Arkadiusz Piekara (1976)
- Gerald Pearson (1975)
- Георгій Фльоров (1974)
- Субраманьян Чандрасекар (1973), 1983 Нобелівська премія з фізики
- Leonard Sosnowski (1972)
- not awarded (1971)
- Jerzy Gierula (1970)
- Marian Mięsowicz (1970)
- Marian Danysz (1969)
- Jerzy Pniewski (1969)
- Александр Яблонський (1968)
- not awarded (1967)
- not awarded (1966)
- Войцех Рубінович (1965)